# Gajah (Pining)
Gajah is een bestuurslaag in het regentschap Gayo Lues van de provincie Atjeh, Indonesië. Gajah telt 167 inwoners (volkstelling 2010).